# دمج وثيقة الحقوق
الدمج، في قانون الولايات المتحدة، هو المبدأ الذي بموجبه تُطبق أجزاء من وثيقة الحقوق على الولايات. عندما صودق على قانون الحقوق، رأت المحاكم أن الحماية الممنوحة لها تمتد فقط لتشمل إجراءات الحكومة الفيدرالية وأن وثيقة الحقوق لم تضع قيودًا على سلطة حكومات الولايات والحكومات المحلية. ومع ذلك، فإن حقبة ما بعد الحرب الأهلية، التي بدأت في عام 1865 بالتعديل الثالث عشر، الذي أعلن إلغاء العبودية، أدت إلى دمج تعديلات أخرى، وتطبيق المزيد من الحقوق على الولايات والشعب بمرور الوقت. تدريجيًا، اعتُبرت أجزاء مختلفة من وثيقة الحقوق قابلة للتطبيق على حكومات الولايات والحكومات المحلية من خلال الدمج من خلال التعديل الرابع عشر في عام 1868 والتعديل الخامس عشر في عام 1870.
قبل التصديق على التعديل الرابع عشر وتطوير عقيدة الدمج، قضت المحكمة العليا عام 1833 في قضية بارون ضد بالتيمور بأن قانون الحقوق ينطبق فقط على الحكومات الفيدرالية، ولكن ليس أي حكومة ولاية. حتى بعد سنوات من التصديق على التعديل الرابع عشر، ظلت المحكمة العليا في قضية الولايات المتحدة ضد كروكشانك (1876) ترى أن التعديلين الأول والثاني لا ينطبقان على حكومات الولايات. ومع ذلك، بدءًا من عشرينيات القرن الماضي، فسرت سلسلة من قرارات المحكمة العليا في الولايات المتحدة التعديل الرابع عشر على أنه «يتضمن» معظم أجزاء قانون الحقوق، ما يجعل هذه الأجزاء، لأول مرة، قابلة للتنفيذ ضد حكومات الولايات.

## التاريخ

### خلفية
قانون الولايات المتحدة للحقوق هو أول عشرة تعديلات على دستور الولايات المتحدة. اقتُرح في أعقاب المعركة المريرة 1787–1788 حول التصديق على دستور الولايات المتحدة، وصُمم لمعالجة الاعتراضات التي أثارها المناهضون للفيدرالية، وأضاف تعديلات قانون الحقوق إلى الدستور ضمانات محددة للحريات والحقوق الشخصية، وقيودًا واضحة على سلطة الحكومة في الإجراءات القضائية وغيرها، والإعلانات الصريحة بأن جميع السلطات التي لم تُفوض تحديدًا للكونغرس بموجب الدستور محفوظة للولايات أو الشعب. المفاهيم الواردة في هذه التعديلات مبنية على تلك التي عُثر عليها في العديد من الوثائق السابقة، بما في ذلك إعلان فيرجينيا للحقوق وقانون الحقوق الإنجليزية 1689، إلى جانب الوثائق السابقة مثل ماجنا كارتا (1215). على الرغم من أن التعديلات التي اقترحها جيمس ماديسون تضمنت بندًا لتمديد حماية بعض وثيقة الحقوق للولايات، فإن التعديلات التي قُدمت أخيرًا للتصديق تنطبق فقط على الحكومة الفيدرالية.
في قضية 1833 بارون ضد بالتيمور، قضت المحكمة العليا للولايات المتحدة بأن قانون الحقوق لا ينطبق على حكومات الولايات؛ وبدلًا من ذلك، وُفرت هذه الحماية من قبل دساتير كل دولة. بعد الحرب الأهلية، صدق الكونجرس والولايات على التعديل الرابع عشر، والذي تضمن بند الإجراءات القانونية والامتيازات أو الحصانات. في حين أن التعديل الخامس قد تضمن شرط الإجراءات القانونية الواجبة، فإن شرط الإجراءات القانونية في التعديل الرابع عشر يختلف اختلافًا جوهريًا عن التعديل الخامس من حيث أنه ينطبق بشكل صريح على الولايات. ينطبق بند الامتيازات أو الحصانات أيضًا بشكل صريح على الولايات، على عكس بند الامتيازات والحصانات في المادة الرابعة من الدستور. في قضايا بيت القتل (1873)، قضت المحكمة العليا بأن بند الامتيازات أو الحصانات لم يكن مصممًا لحماية الأفراد من تصرفات حكومات الولايات. في قضية توينينغ ضد نيوجيرسي (1908)، أقرت المحكمة العليا بأن شرط الإجراءات القانونية قد يتضمن بعضًا من وثيقة الحقوق، لكنها استمرت في رفض أي تأسيس بموجب بند الامتيازات أو الحصانات.

### الدمج
أعيد مبدأ الدمج إلى شيكاغو وبرلنغتون وشركة كوينسي للخطوط الحديدية ضد مدينة شيكاغو (1897) حيث يبدو أن المحكمة العليا تطلب شكلًا من أشكال التعويض العادل للممتلكات التي استولت عليها الدولة أو السلطات المحلية (على الرغم من وجود قانون الولاية بشأن الكتب التي قدمت نفس الضمان) أو، بشكل أكثر شيوعًا، إلى قضية غيتلو ضد نيويورك (1925)، إذ قررت المحكمة صراحة أن الدول ملزمة بحماية حرية التعبير. ومنذ ذلك الوقت، عملت المحكمة بشكل مطرد على دمج معظم الأحكام الهامة في وثيقة الحقوق. تشمل الأحكام التي رفضت المحكمة العليا دمجها، أو التي لم يُعالج دمجها المحتمل بعد، حق التعديل الخامس في تقديم لائحة اتهام من قبل هيئة محلفين كبرى، وحق التعديل السابع في محاكمة أمام هيئة محلفين في الدعاوى القضائية المدنية.
ينطبق الدمج من الناحية الإجرائية والموضوعية على ضمانات الدول. وبالتالي، من الناحية الإجرائية، يمكن فقط لهيئة المحلفين إدانة المدعى عليه بجريمة خطيرة، إذ دُمج حق المحاكمة أمام هيئة المحلفين في التعديل السادس ضد الولايات؛ جوهريًا، على سبيل المثال، يجب على الولايات الاعتراف بحظر التعديل الأول على دين أسسته الدولة، بغض النظر عما إذا كانت قوانين الدولة ودساتيرها تقدم مثل هذا الحظر. رفضت المحكمة العليا، مع ذلك، تطبيق حقوق دستورية إجرائية جديدة بأثر رجعي ضد الولايات في القضايا الجنائية (قضية تيج ضد لين، 1989) مع استثناءات محدودة، وتنازلت عن المتطلبات الدستورية إذا تمكنت الدول من إثبات ذلك كان الانتهاك الدستوري غير ضار بما لا يدع مجالًا للشك.
دعا النائب جون بينغهام، المصمم الرئيسي للتعديل الرابع عشر، إلى أن يطبق التعديل الرابع عشر التعديلات الثمانية الأولى على ميثاق الحقوق على الولايات. رفضت المحكمة العليا للولايات المتحدة فيما بعد تفسيرها على هذا النحو، على الرغم من الحجة المخالفة في قضية عام 1947 في قضية آدمسون ضد كاليفورنيا من قبل قاضي المحكمة العليا هوغو بلاك، بأن نية واضعي السياسات يجب أن تتحكم في تفسير المحكمة للتعديل الرابع عشر (لقد اشتمل على جملة مطولة). الملحق الذي اقتبس على نطاق واسع من شهادة بينغهام في الكونغرس. على الرغم من أن محكمة آدامسون رفضت تبني تفسير بلاك، فقد استخدمت المحكمة خلال الخمسة وعشرين عامًا التالية مبدأ التضمين الانتقائي الذي نجح في توسيع جميع أشكال الحماية في ميثاق الحقوق إلى الولايات تقريبًا، فضلًا عن الحقوق الأخرى غير المدرجة. وبالتالي، تفرض وثيقة الحقوق قيودًا قانونية على سلطات الحكومات وتعمل كضمانة ضد الأغلبية/ الأقلية من خلال توفير حماية قانونية راسخة بعمق لمختلف الحريات المدنية والحقوق الأساسية. على سبيل المثال، خلصت المحكمة العليا في قضية مجلس ولاية فرجينيا الغربية للتعليم ضد بارنيت (1943) إلى أن المؤسسين قصدوا أن تضع وثيقة الحقوق بعض الحقوق بعيدًا عن متناول الأغلبية، ما يضمن بقاء بعض الحريات خارج نطاق الأغلبية السياسية. كما لاحظت المحكمة أن فكرة قانون الحقوق كانت سحب موضوعات معينة من تقلبات الجدل السياسي، ووضعها بعيدًا عن متناول الأغلبية والمسؤولين وإرساءها كمبادئ قانونية تطبقها المحاكم. وهذا هو السبب في أن الحقوق الأساسية قد لا تخضع للتصويت؛ فهي تعتمد على نتيجة عدم الانتخابات. وسّع التعديل الرابع عشر بشكل كبير حماية الحقوق المدنية واستُشهد به في الدعاوى القضائية أكثر من أي تعديل آخر لدستور الولايات المتحدة.